# 黑山湖站

黑山湖站位于甘肃省嘉峪关市，建于1956年，是兰新铁路的一个车站。距离兰州站792公里，距上行车站大草滩站12公里，距下行车站玉门东站11公里。该站隶属兰州铁路局。

## 业务范围
- 客运：办理旅客乘降;不办理行李、包裹托运;
- 货运：不办理货运营业